# Rich Man, Poor Man (1918)

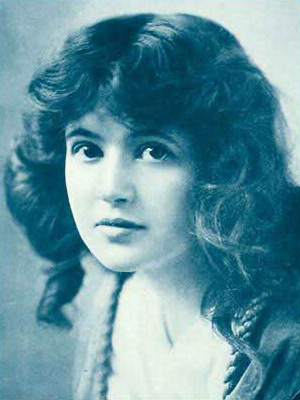
Marguerite Clark estrelou no filme

Rich Man, Poor Man (em português: Homem Rico, Homem Pobre) é um filme mudo de romance dramática estadunidense de 1918, estrelado por Marguerite Clark e dirigido por J. Searle Dawley. Foi baseado em uma peça de George Howells Broadhurst. É um filme perdido.